# A come Andromeda (album)
A come Andromeda è un album di Mario Migliardi del 1972 pubblicato da Dischi Ricordi.

## Il disco
Questa opera discografica è la colonna sonora dell'omonimo sceneggiato televisivo composta da Mario Migliardi, avvalendosi della collaborazione della cantante Edda Dell'Orso e del gruppo I Cantori Moderni di Alessandroni.
Il famoso Tema di Andromeda è ispirato al lamento di Didone dell'opera Didone ed Enea scritta da Henry Purcell nel 1688 (Dido and Aeneas - Dido's lament: When I am laid in earth). Nel 2009 la casa discografica GDM ha messo in commercio la colonna sonora originale in un CD in edizione limitata di 500 copie.

## Tracce
Musiche di Mario Migliardi.
1. Tema di Andromeda (titoli) – 3:39
2. A come Andromeda – 2:48
3. A come Andromeda (Seq.2) – 2:54
4. A come Andromeda (Seq.3) – 1:24
5. A come Andromeda (Seq.4) – 1:34
6. A come Andromeda (Seq.5) – 2:05
7. A come Andromeda (Seq.6) – 3:03
8. La spiaggia di Durness (Versione TV) – 5:59
9. A come Andromeda (Seq.7) – 2:03
10. A come Andromeda (Seq.8) – 8:00
11. A come Andromeda (Seq.9) – 1:07
12. A come Andromeda (Seq.10) – 1:28
13. A come Andromeda (Seq.11) – 3:28
14. A come Andromeda (Seq.12) – 2:23
15. A come Andromeda (Seq.13) – 3:28
16. A come Andromeda (Seq.14) – 4:43
17. A come Andromeda (Seq.15) – 4:24
18. A come Andromeda (Seq.16) – 1:13
19. A come Andromeda (Seq.17) – 1:36
20. La spiaggia di Durness (Versione TV #2) – 1:57
21. A come Andromeda (Seq.18) – 3:04
22. A come Andromeda (Seq.19) – 3:06
23. Tema di Andromeda (Mix singolo lato A) – 3:39
24. La spiaggia di Durness (mix singolo lato B) – 2:59